# Benjamin Johnson Lang

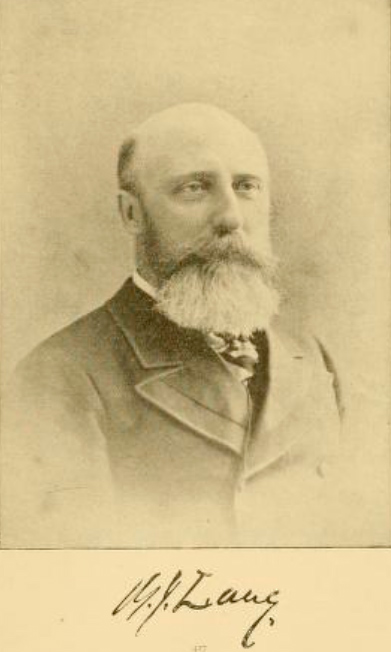
Benjamin Johnson Lang

Benjamin Johnson Lang (* 28. Dezember 1837 in Salem, Massachusetts; † 3. April 1909 in Boston, Massachusetts) war ein US-amerikanischer Organist und Pianist, Dirigent und Komponist.

## Leben
Lang hatte ersten Musikunterricht bei seinem Vater, dem Klavierbauer, Organisten und Musiklehrer Benjamin Lang und dann bei dem Bostoner Pianisten Francis G. Hill. Er hatte Organistenstellen in verschiedenen Kirchen seiner Heimatstadt inne, bevor er 1855 nach Deutschland ging, um bei Alfred Jaell Orgel, Harmonielehre und Komposition zu studieren. In dieser Zeit nahm er auch Lektionen bei Franz Liszt. Nach seiner Rückkehr in die USA setzte er seine Ausbildung bei dem Pianisten und Komponisten Gustav Satter (1832–1879) fort.
Ende der 1850er Jahre wurde Lang als Nachfolger von James Cutler Dunn Parker Organist der Handel and Haydn Society. 1857 spielte er den Solopart in Beethovens Chorfantasie unter der Leitung von Carl Zerrahn (1826–1909). Sein Debüt als Dirigent gab er 1862 in der Bostoner Music Hall mit Mendelssohns Erster Walpurgisnacht. Bei einem Dedicatory Concert 1863 trat er gemeinsam mit den Organisten John Knowles Paine, Eugene Thayer, Samuel Parkman Tuckerman und George Washburne Morgan auf. Zu Shakespeares 300. Geburtstag 1864 leitete er die erste Gesamtaufführung von Mendelssohns Sommernachtstraum in Boston.
Während einer Konzertreise in Deutschland, die ihn u. a. nach Berlin und Leipzig führte, hielt er sich auch bei Richard Wagner in Triebschen auf, mit dessen Frau Cosima er seit seinen Studien bei Liszt bekannt war. 1875 leitete er in Boston die Uraufführung von Tschaikowskis Erstem Klavierkonzert mit dem Solisten Hans von Bülow.
Von seiner Gründung 1871 bis 1901 leitete Lang den Bostoner Apollo Club, einen der angesehensten Männerchöre der USA, mit dem er hunderte von Konzerten gab und u. a. Werke von Mendelssohn, Brahms und Grieg ebenso aufführte wie von amerikanischen Komponisten wie George Whitefield Chadwick, Arthur Foote und Whitney Eugene Thayer.
Seit 1876 war er außerdem Dirigent von The Cecilia, einem gemischten Chor, der häufig mit Orchesterbegleitung auftrat und zahlreiche Werke von Beethoven, Brahms, Bruch, Dvořák, Gade, Händel, Liszt, Mendelssohn, Schumann aufführte. Der Chor gab in der Zeit seines Bestehens (bis 1917) 200 Konzerte und sang dabei fünfzehn amerikanische und fünfzehn Welturaufführungen. Als Gastdirigenten wirkte zu Langs Zeit u. a. Bruch (1882), Parker (1889), Dvořák (1892), Henschel (1902) und Colonne (1904).
Weiterhin arbeitete Lang als Solist mit der Philharmonic Society of New York, dem Boston Symphony Orchestra und der Harvard Musical Association zusammen. 1891 holte er, der sich als Anhänger der Musik Wagners für die Popularisierung von dessen Bayreuther Festspielen in den USA eingesetzt hatte und 1876 Ehrengast bei der Uraufführung des Ring des Nibelungen in Bayreuth war, Anton Seidl mit seinem Orchester zur Erstaufführung des Parsifal nach Boston.
Von 1895 bis 1897 war er als Nachfolger Zerrahns Leiter der Handel and Haydn Society, mit der er u. a. Händels Messias, Verdis Requiem und Bachs Matthäuspassion aufführte.
Lang komponierte Sinfonien, Ouvertüren, Kammermusik, Klavierstücke, kirchenmusikalische Werke und Lieder. Außerdem wirkte er als Klavierlehrer; seine bedeutendsten Schüler waren Arthur Foote, Ethelbert Nevin (1862–1901) und William Foster Apthorp (1848–1913). Auch seine Kinder wurden als Musiker bekannt: Margaret Ruthven Lang (1867–1972) als Komponistin, Rosamond Lang (1878–1971) als Pianistin und Malcolm Lang (1881–1972) als Pianist und Organist.

## Werke
- The Chase, UA 1882
- Nocturne, 1885
- Sing, Maiden, Sing, UA 1886
- The King Is Dead
- Diversion in C Major, UA 1892
- Te Deum Laudamus in F, UA 1893
- Grand March from David, UA 1894
- Caprice in C Major für Klavier, UA 1895
- Diversion in C Major
- David, Oratorium